# Ravenea latisecta
Espèce
Statut de conservation UICN

 CR D : 
En danger critique
Ravenea latisecta est une espèce de plantes à fleurs de la famille des Arecaceae.

## Publication originale
- [Jumelle 1927] Henri Jumelle, « Ravenea et Louvelia. Palmiers de Madagascar », Annales du Musée colonial de Marseille, vol. 5 (série 4), no 1,‎ 1927, p. 21-51 (voir p. 35-37) (lire en ligne [sur biodiversitylibrary.org]).